# Heinrich Detering

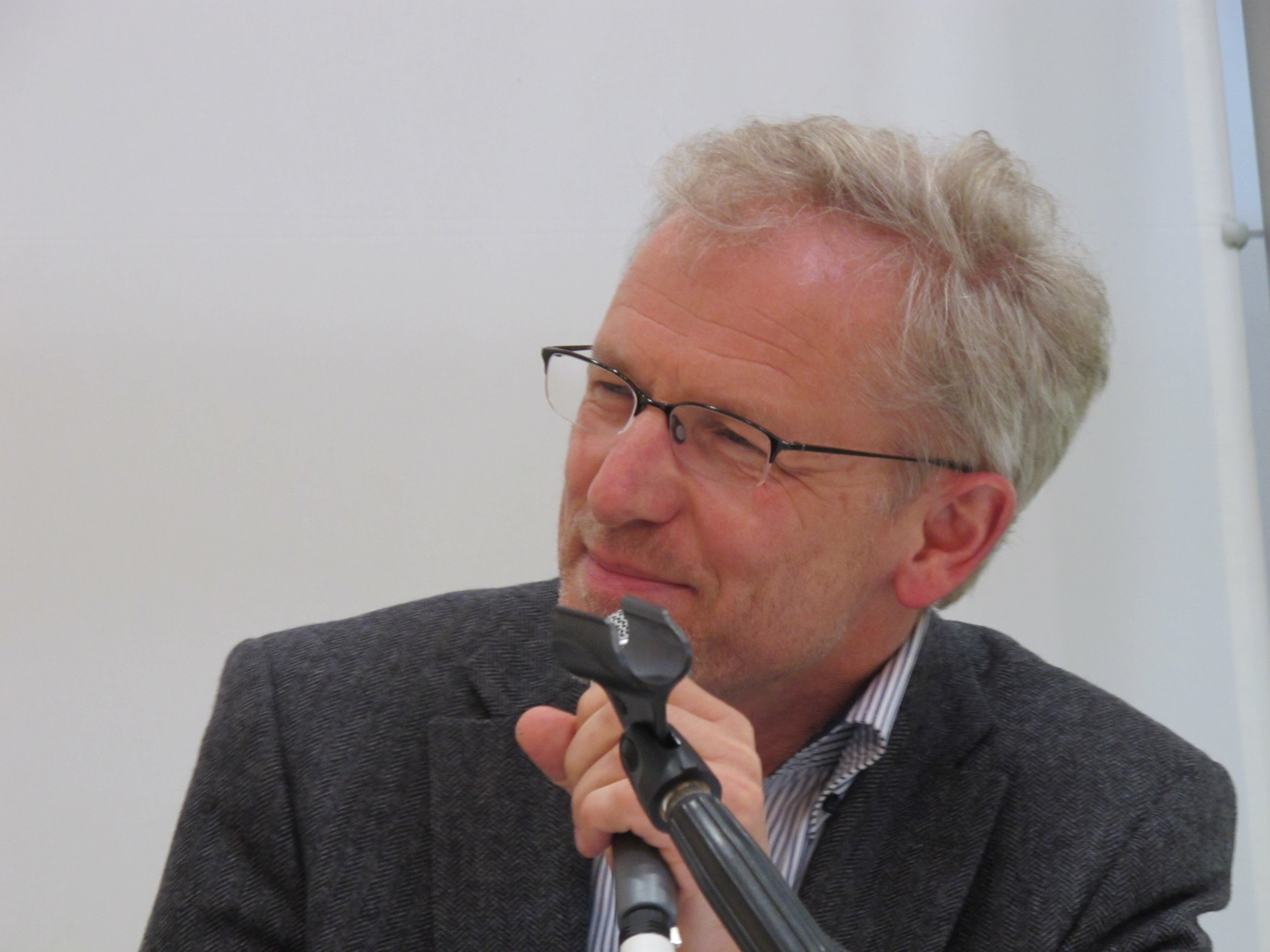
Heinrich Detering bei einer Lesung auf der Leipziger Buchmesse 2014

Heinrich Detering (* 1. November 1959 in Neumünster) ist ein deutscher Literaturwissenschaftler, Übersetzer und Lyriker.

## Lebenslauf
Heinrich Detering beendete 1978 am Engelbert-Kaempfer-Gymnasium in Lemgo seine schulische Ausbildung mit dem Abitur. Dort leistete er auch seinen Zivildienst. Seit 1978 war er ständiger Mitarbeiter der Zeitschrift Lemgoer Hefte. Im Jahr 1979 begann er ein später mit dem Staatsexamen abgeschlossenes Studium der Germanistik, Evangelischen Theologie, Skandinavistik und Philosophie. Göttingen, Heidelberg und Odense waren Stationen der Studienzeit, die 1988 in Göttingen mit der Promotion im Fach Germanistik endete und in eine Assistentur bei Albrecht Schöne mündete. 1993 erfolgte Deterings Habilitation mit der Habilitationsschrift Das offene Geheimnis: zur literarischen Produktivität eines Tabus von Winckelmann bis zu Thomas Mann über Homosexualität in der Literatur für die Fächer Neuere deutsche Literatur und Neuere skandinavische Literaturen.
In den folgenden Jahren war Heinrich Detering zunächst als Vertretung einer Komparatistik-Professur an der Ludwig-Maximilians-Universität in München tätig, bevor er 1995 Professor für Neuere deutsche Literatur und Neuere skandinavische Literaturen an der Christian-Albrechts-Universität Kiel wurde. Er bekleidete mehrere Gastprofessuren, wie z. B. an der University of California, Irvine, an der Washington University, St. Louis sowie an den Universitäten Aarhus oder Bergen. Einen Ruf an die Universität Bonn lehnte er 2001 ab. Im Wintersemester 2004/2005 hatte er die Poetikdozentur der Akademie der Wissenschaften und der Literatur an der Johannes Gutenberg-Universität Mainz inne und war anschließend vom Sommersemester 2005 bis zu seinem Ruhestand im Oktober 2023 an der Universität Göttingen als Professor für Neuere Deutsche Literatur tätig. Seit 2010 ist er zudem Honorarprofessor an der Universität für Wissenschaft und Technik Zentralchina in Wuhan.
Detering zählt zu den einflussreichsten deutschen Literaturwissenschaftlern und ist Mitglied u. a. der Deutschen Akademie für Sprache und Dichtung, der er 2011 bis 2017 als Präsident vorstand, der Akademie der Wissenschaften zu Göttingen, der Königlich Dänischen Akademie der Wissenschaften sowie der Akademie der Wissenschaften und der Literatur in Mainz. Darüber hinaus gehörte er einer Reihe von Jurys an, so u. a. für den Kleist-Preis, den Thomas-Mann-Preis, den Georg-Büchner-Preis, den Mörike-Preis der Stadt Fellbach und den Hans-Fallada-Preis. Er war bis 2015 Präsident der Theodor-Storm-Gesellschaft, von 2011 bis 2017 der Deutschen Akademie für Sprache und Dichtung und ehemaliger Vizepräsident der Deutschen Thomas Mann-Gesellschaft Sitz Lübeck e. V. Im Münchner Lyrik Kabinett war er von 2011 bis 2015 einer der vier Kritiker des Lyrischen Quartetts. Er ist daneben auch als Literaturkritiker und Übersetzer sowie Schriftsteller tätig und publiziert eigene Gedichte. Aufsehen erregte er zudem 2019 mit einer kritischen Analyse der politischen Rhetorik der AfD.
Detering ist seit 1984 mit Christine Detering, geborene Trinter, verheiratet, wohnhaft gewesen unter anderem in Lage/L. und Vater dreier Kinder. Ursprünglich Protestant, konvertierte er später zum Katholizismus. Das Zentralkomitee der deutschen Katholiken wählte Detering im November 2016 als eine von 45 Einzelpersönlichkeiten zu seinem Mitglied. Die Mitgliedschaft wurde im April 2021 bestätigt. Im September 2019 wurde er im Hildesheimer Dom zum Ständigen Diakon geweiht.

## Auszeichnungen
- Lippischer Kulturpreis (1977)
- 2. Preis für Prosa beim Nordrhein-Westfälischen Autorentreffen (1983)
- Wissenschaftlichen Förderpreis der Raabe-Gesellschaft (1989)
- Erhalt eines Wiepersdorf-Stipendiums (1993)
- Preis des Landeskulturverbandes Schleswig-Holstein für die Liliencron-Poetikdozentur (2001)
- Julius-Campe-Preis der Kritik (2003)
- Ordentliches Mitglied der Niedersächsischen Akademie der Wissenschaften zu Göttingen (2003)
- Wissenschaftspreis der Stadt Kiel (2007)
- Verleihung der Ehrendoktorwürde durch die Universität Aarhus (2008)
- Gottfried-Wilhelm-Leibniz-Preis der Deutschen Forschungsgemeinschaft (mit 2,5 Millionen Euro Preisgeld dotiert, 2009).[11]
- Verleihung der Werner-Heisenberg-Medaille durch die Alexander von Humboldt-Stiftung (2011)[12]
- Hans-Christian-Andersen-Preis für seine Verdienste um die Verbreitung des Werks des Dichters (2012)[13]
- Ernennung zum Ritter des Dannebrogordens (2013)[14]
- Fellow der Carl Friedrich von Siemens Stiftung in München (2014–2015)[15]
- Stipendiant im Thomas-Mann-Haus in Los Angeles (als einer der ersten, 2018)[16][17]
- Gleim-Literaturpreis des „Förderkreises Gleimhaus e. V.“ (Träger des Halberstädter Gleimhauses) für sein Buch Menschen im Weltgarten. Die Entdeckung der Ökologie in der Literatur von Haller bis Humboldt (2021)[18]
- Aufnahme in den Orden Pour le mérite für Wissenschaften und Künste (2023)[19]
- Niedersächsischer Staatspreis (2024)[20]
- Günter Kunert Literaturpreis für Lyrik (2024)[21]
- Großes Bundesverdienstkreuz mit Stern (2025)[22]

## Werke

### Fachpublikationen
Als Herausgeber
- mit Heinz Ludwig Arnold: Grundzüge der Literaturwissenschaft. dtv, München 1999, ISBN 3-423-30171-6.
- Autorschaft. Positionen und Revisionen. DFG-Symposion 2001. Metzler, Berlin/Heidelberg 2002, ISBN 3-476-01850-4.
- mit Gerd Eversberg: Kunstautonomie und literarischer Markt. Konstellationen des Poetischen Realismus. Verlag Schmidt (Erich), Berlin 2003, ISBN 3-503-06171-1.
- Von der Pampelmuse geküßt – Gedichte, Prosa, Szenen/Heinz Erhardt. Philipp Reclam jun., Stuttgart 2005, ISBN 3-15-018332-4.
- Best of Lyrics/Bob Dylan. Hoffmann und Campe, Hamburg 2017, ISBN 978-3-455-00118-1.
- mit Lisa Kunze und Katrin Wellnitz: Günter Grass als Buchkünstler. Steidl, Göttingen 2022, ISBN 978-3-96999-117-6.

Als Autor
- In magischen Kreisen. Goethe und Lippe. Lippischer Heimatbund, Detmold 1984.
- Theodizee und Erzählverfahren. Narrative Experimente mit religiösen Modellen im Werk Wilhelm Raabes. Vandenhoeck & Ruprecht, Göttingen 1990, ISBN 3-525-20562-7.
- Das offene Geheimnis. Zur literarischen Produktivität eines Tabus von Winckelmann bis zu Thomas Mann. Wallstein, Göttingen 1994, ISBN 3-89244-070-0.
- Herkunftsorte. Literarische Verwandlungen im Werk Storms, Hebbels, Groths, Thomas und Heinrich Manns. Boyens Buchverlag, Heide 2001, ISBN 3-8042-1017-1.
- Frauen, Juden, Literaten. Eine Denkfigur beim jungen Thomas Mann. Fischer, Frankfurt am Main 2005, ISBN 3-10-014203-9.
- Andersen und andere. Kleine dänisch-deutsche Kulturgeschichte Kiels. Boyens Buchverlag, Heide 2005, ISBN 3-8042-1159-3.
- Bob Dylan. Reclam, Stuttgart 2007, Universal-Bibliothek 18432, ISBN 978-3-15-018432-5.
- Bertolt Brecht und Lao-tse. Wallstein, Göttingen 2008, ISBN 978-3-8353-0266-2.
- Vom Zählen der Silben. Über das lyrische Handwerk (Münchner Reden zur Poesie, 7). Stiftung Lyrik Kabinett, München 2009, ISBN 978-3-938776-22-3.
- Der Antichrist und der Gekreuzigte. Friedrich Nietzsches letzte Texte. Wallstein, Göttingen 2010, ISBN 978-3-8353-0635-6.
- Kindheitsspuren. Theodor Storm und das Ende der Romantik. Boyens Buchverlag, Heide 2011, ISBN 978-3-8042-1333-3.
- Hans Christian Andersen. Deutscher Kunstverlag, Berlin 2011, ISBN 978-3-422-07041-7.
- Thomas Manns amerikanische Religion. Theologie, Politik und Literatur im kalifornischen Exil. S. Fischer, Frankfurt am Main 2012. ISBN 978-3-10-014204-7.
- Das Meer meiner Kindheit. Thomas Manns Lübecker Dämonen. Boyens Buchverlag, Heide 2016, ISBN 978-3-8042-1445-3.
- Die Stimmen aus der Unterwelt. Bob Dylans Mysterienspiele. C. H. Beck, München 2016, ISBN 978-3-406-68876-8.
- Planetenwellen. Gedichte und Prosa/Bob Dylan. Übersetzt und kommentiert von Heinrich Detering. Hoffmann und Campe, Hamburg 2017, ISBN 978-3-455-00118-1.
  - darin enthalten: Last Thoughts on Woody Guthrie
- mit Kai Sina: Kein Nobelpreis für Gustav Frenssen. Eine Fallstudie zu Moderne und Antimoderne. Boyens Buchverlag, Heide 2018, ISBN 3-8042-1472-X.
- Holzfrevel und Heilsverlust. Die ökologische Dichtung der Annette von Droste-Hülshoff. Wallstein, Göttingen 2020, ISBN 978-3-8353-3759-6.
- Menschen im Weltgarten. Die Entdeckung der Ökologie in der Literatur von Haller bis Humboldt. Wallstein, Göttingen 2020, ISBN 978-3-8353-3626-1.
- Die Revolte der Erde. Karl Marx und die Ökologie. Wallstein, Göttingen 2025, ISBN 978-3-8353-5807-2.

### Gedichte
- Jahreszeiten. Gedichte. 1978.
- Zeichensprache. 22 Gedichte. 1978.
- Schwebstoffe. Gedichte. Wallstein, 2004, ISBN 3-89244-787-X.
- Wrist. Gedichte. Wallstein, 2009, ISBN 978-3-8353-0519-9.
- Old Glory. Gedichte. Wallstein, Göttingen 2012, ISBN 978-3-8353-1167-1.
- Wundertiere. Gedichte. Wallstein, Göttingen 2015, ISBN 978-3-8353-1598-3.
- Untertauchen. Gedichte. Wallstein, Göttingen 2019, ISBN 978-3-8353-3444-1.
- An der Nachtwand. Gedichte. Wallstein, Göttingen 2023, ISBN 978-3-8353-5352-7.

### Sachbücher
- In letzter Zeit – Ein Gespräch im Herbst. Mit Günter Grass. Steidl, Göttingen 2017, ISBN 978-3-95829-293-2.
- Was heißt hier „wir“? Zur Rhetorik der parlamentarischen Rechten (Reclams Universal-Bibliothek, Nr. 19619). Reclam, Ditzingen 2019, ISBN 978-3-15-019619-9 – 2024 als Theaterproduktion von Eure Formation (Stuttgart).[23]

Darüber hinaus sind zahlreiche Veröffentlichungen in Fachzeitschriften, Sammelbänden, Tageszeitungen etc. erschienen. Detering hat ferner diverse Werke Hans Christian Andersens (Schräge Märchen) und Henrik Wergelands übersetzt und ist (Mit-)Herausgeber der GKFA (Großen Kommentierte Frankfurter Ausgabe) der Werke Thomas Manns und der Großen Brandenburger Ausgabe der Werke und Briefe Theodor Fontanes.